# Kobyle (Lublin)
Pour les articles homonymes, voir Kobyle.
Kobyle (prononciation : [kɔˈbɨlɛ]) est un village polonais de la gmina de Rejowiec dans le powiat de Chełm de la voïvodie de Lublin dans l'est de la Pologne, à la frontière avec l'Ukraine.
Il se situe à environ 6 kilomètres au sud de Rejowiec (siège de la gmina), 19 kilomètres au sud-ouest de Chełm (siège du powiat) et 56 kilomètres au sud-est de Lublin (capitale de la voïvodie).

## Histoire
De 1975 à 1998, le village est attaché administrativement à la voïvodie de Chełm.

Depuis 1999, il fait partie de la voïvodie de Lublin.